# 马梦吉
马梦吉，字一甫，廣東番禺縣人，明朝政治人物。

## 生平
萬曆十年（1582年），马梦吉中式壬午科廣東鄉試舉人。河南滎陽縣教諭。升刑部員外郎。万历三十七年（1609年）任福建兴化府知府。卒年六十五。